# 當眞蓮
當眞 蓮（とうま れん、2002年8月1日 - ）は、ジャパンラグビーリーグワンの三重ホンダヒートに所属する、日本のラグビーユニオン選手。

## 家族
GR東葛の當眞琢（1996年9月生まれ）は6つ年上、三重Hの當眞慶（2000年8月生まれ）は2つ年上の兄。

## 略歴
沖縄ラグビースクール出身。流通経済大学付属柏高等学校から帝京大学へ進む。
高2の時、U17関東として全国高等学校合同チームラグビーフットボール大会（KOBELCO CUP）に出場した。高3の時には、第100回全国高等学校ラグビーフットボール大会の準々決勝まで進んだ。
大学3年の関東大学春季大会から、大学公式戦に出場。4年時には、関東ラグビーフットボール協会100周年記念大会に東軍代表としてプレーした。2025年1月、全国大学ラグビーフットボール選手権大会で4連覇を果たした。
2025年2月1日、ジャパンラグビーリーグワンの三重ホンダヒートへ、アーリーエントリーでの入団を発表。同年3月、帝京大学卒業。